# Харборо
Харборо (англ. Harborough) — неметрополитенский район (англ. Non-metropolitan district) в графстве Лестершир (Англия). Административный центр — город Маркет-Харборо.

## География
Район расположен в юго-восточной части графства Лестершир, граничит с графствами Уорикшир на юго-западе, Нортгемптоншир — на юге, Ратленд — на востоке.

## Состав
В состав района входят 2 города:
- Латтерворт
- Маркет-Харборо

и более 90 общин (англ. Civil parish).